# ما باغ‌وحش خریدیم
ما باغ‌وحش خریدیم (به انگلیسی: We Bought a Zoo) فیلمی محصول سال ۲۰۱۱ آمریکا به کارگردانی کامرون کرو است. در این فیلم بازیگرانی همچون مت دیمون، اسکارلت جوهانسون، توماس هیدن چرچ، کالین فورد، پاتریک فوگیت و ال فانینگ ایفای نقش کرده‌اند.

## خلاصه داستان
بنجامین می با بازی مت دیمون فردی مؤدب و گوشه‌گیر که همسرش را به تازگی از دست داده و مشکلات شخصی در زندگی خود دارد تصمیم می‌گیرد خانه خود را عوض کند و همراه با پسر و دختر کودکش به آن جا نقل مکان کند.
او خانه دلخواه خود را پیدا نمی‌کند اما پس از جستجوی فراوان یک خانه را انتخاب می‌کند اما یک نکته عجیب در مورد این خانه وجود دارد همراه با این خانه یک باغ‌وحش وجود دارد و صاحب‌خانه باید نگهداری از باغ وحش را برعهده بگیرد و این کار دشواری است که او تخصصی در آن ندارد.
اما بنجامین تصمیم می‌گیرد تا باغ‌وحش را مدیریت کند اما این کار بسیار سختی است او با مشکلات فراوانی رو به رو می‌شود و در آستانه ورشکستگی قرار می‌گیرد اما ناگهان در یکی از لباس‌هایش یک رسید پیدا می‌کند که سپرده‌ای است که همسرش برای او به جا گذاشته‌است او با این سپرده موفق به پرداخت مخارج می‌شود و در نهایت تأیید بازرس باغ‌وحش را که فرد سختگیری است می‌گیرد و موفق به بازگشایی باغ‌وحش می‌شود.

## بازیگران
- مت دیمون در نقش بنجامین می
- اسکارلت جوهانسون در نقش کلی فاستر
- توماس هیدن چرچ در نقش دانکن می
- کالین فورد در نقش دیلان می
- پاتریک فوگیت در نقش رابین جونز
- ال فانینگ در نقش لیلی میسکا
- جان مایکل هیگینس در نقش والتر فریس
- مگی الیزابت جونز در نقش رزی می
- استفانی اسزوستاک در نقش کاترین می
- کارلا گالو در نقش روهاندا بلیر
- جی. بی اسموو در نقش استیونس
- دی سی لیدیک در نقش شیا سیگار
- پیتر ریجرت در نقش دلبرت مک گنیتی
- کریستال میمون